# Teodardo di Narbona
Teodardo di Narbona, od Odardo (Montauban, 840 circa – Montauban, 1º maggio 893), è stato un vescovo e santo franco.

## Biografia
Da suddiacono accompagnò il vescovo di Narbona del quale divenne segretario. Divenuto arcidiacono fu incaricato di importanti missioni e fu eletto vescovo di Narbona, venendo consacrato il 15 agosto 885. Nella regione, stravolta dalle invasioni dei saraceni, intraprese una decisa opera di restaurazione. Sfortunatamente i musulmani sbarcarono ancora numerose volte nei dintorni di Narbona, commettendo molte atrocità e portando via molti cristiani in schiavitù. Teodardo sostenne il suo popolo in queste dure prove.
Prima di morire entrò nell'Ordine benedettino.
Sul letto di morte pregava così:
(San Teodardo)